# Joanna Domańska (pianistka)
Joanna Domańska (ur. 20 września 1959 w Gliwicach) − polska pianistka i pedagog.

## Życiorys
Studiowała w Akademii Muzycznej w Krakowie u prof. Jana Hoffmana i w Akademii Muzycznej w Katowicach w klasie fortepianu prof. Andrzeja Jasińskiego. Studia ukończyła w Katowicach otrzymując dyplom z wyróżnieniem. Swoje umiejętności pianistyczne doskonaliła jako stypendystka rządu francuskiego pod kierunkiem Livii Rév w Paryżu (1986-87). Jest interpretatorką dzieł Karola Szymanowskiego, cenioną również za wykonania utworów Brahmsa, Ravela, Mozarta, Chopina. W 1997 roku, z okazji 60. rocznicy śmierci Karola Szymanowskiego, została uhonorowana medalem jego imienia „w dowód uznania szczególnego wkładu w propagowanie dzieła wielkiego polskiego kompozytora”.
Laureatka międzynarodowych konkursów pianistycznych: im. M. Long i J. Thibaud w Paryżu (VII nagroda w 1981) oraz im. A. Casagrande w Terni we Włoszech (I nagroda w 1982), jak również laureatką Estrady Młodych Festiwalu Pianistyki Polskiej w Słupsku (1982).
Joanna Domańska była zapraszana do udziału w międzynarodowych festiwalach muzycznych, takich jak: Festival dei Due Mondi w Spoleto, Festa Musica Pro w Asyżu, Maggio Musicale Florentino we Florencji, Chopinfestival w Gandawie, Festival de Radio France et de Montpellier, Warszawska Jesień, Dni Kompozytorów Krakowskich, Międzynarodowe Dni Muzyki K. Szymanowskiego w Zakopanem, Festiwal Pianistyki Polskiej w Słupsku.
W 1995 Olympia wydała jej płytę zawierającą nagrania dzieł Karola Szymanowskiego. Płyta była dwukrotnie nominowana do Nagrody Polskiego Przemysłu Fonograficznego „Fryderyk” (OCD 344).
W 2007 ukazała się nakładem wydawnictwa DUX jej kolejna płyta, nagrana wspólnie z Andrzejem Tatarskim, zawierająca między innymi premierę fonograficzną muzyki do baletu „Harnasie” K. Szymanowskiego w wersji na dwa fortepiany. Płyta otrzymała nominację do Nagrody Polskiego Przemysłu Fonograficznego „Fryderyk 2008” (DUX 0576).
W 2008 ukazała się trzecia z kolei monograficzna płyta w wydawnictwie DUX z dziełami Karola Szymanowskiego (Metopy op.29, 12 Etiud op.33, III Sonata op.36, 4 Tańce Polskie).
Płyta ta otrzymała jedną z najbardziej prestiżowych nagród „Supersonic Award” luksemburskiego magazynu muzycznego „Pizzicato” (DUX 0615).
W 2012 roku wraz z Romanem Widaszkiem (klarnet) i Tadeuszem Tomaszewskim (róg) jako Trio śląskie nagrała płytę z repertuarem kameralnym polskich kompozytorów "Dobrzyński, Kilar, Lessel – Polish Chamber Music for Wind Instruments", (DUX 0857). Płyta ta uzyskała nominację do Nagrody Muzycznej "Fryderyk" w kategorii muzyka kameralna i fonograficzny debiut roku.
Rok 2016 przyniósł kolejne nagranie w tym składzie tym razem z kompletem dzieł Carla Reinecke na klarnet, róg i fortepian, (DUX 1219).
Nagrywała dla Polskiego Radia i Telewizji, Radiotelevisione italiana, Radio France.
Joanna Domańska prowadzi klasę fortepianu w Akademii Muzycznej w Katowicach, bierze udział w pracach jury ogólnopolskich i międzynarodowych konkursów pianistycznych, wykłada na kursach mistrzowskich. Od kilku lat pełni funkcję prezesa Towarzystwa Muzycznego im. Karola Szymanowskiego.
Jest inicjatorką powstania międzynarodowych konkursów muzycznych imienia Karola Szymanowskiego w Katowicach. Od 2012 roku odbyły się dwie edycje tego konkursu w kategoriach kompozycja (2012, 2015) i kwartety smyczkowe (2014, 2017).